# Always on My Mind (álbum)
Always on My Mind (en español: Siempre en mi mente) es el vigesimoctavo álbum de estudio del músico estadounidense Willie Nelson publicado por la compañía discográfica Columbia Records en febrero de 1982. Llegó al primer puesto en la lista estadounidense de álbumes country, así como a la segunda posición de la lista Billboard 200, donde estuvo un total de 99 semanas. 

## Grabación
Durante las sesiones de grabación de Pancho & Lefty, una colaboración entre Willie Nelson y Merle Haggard, los productores Chips Moman y Bobby Emmons sugirieron a Haggard que grabase «Always on My Mind». El músico no mostró interés en grabar una versión de la canción, y en su lugar, Nelson grabó su propia versión para un nuevo álbum que tituló de forma similar. En su autobiografía, Nelson comentó: «Nunca sabremos que hubiera pasado si Merle hubiese grabado la canción. Me dejó boquiabierto cuando la escuché por primera vez, lo cual es una manera en la que elijo las canciones para grabar». El resto del álbum está constituido de clásicos de pop como «Do Right Woman, Do Rigt Man» y «Bridge over Troubled Water».

## Lista de canciones
1. “Do Right Woman, Do Right Man” (Chips Moman, Dan Penn) – 2:58
2. “Always on My Mind” (Johnny Christopher, Mark James, Wayne Carson Thompson) – 3:34
3. “A Whiter Shade of Pale” (Gary Brooker, Keith Reid, Matthew Fisher) – 4:01
4. “Let It Be Me” (Mann Curtis, Pierre Delanoë, Gilbert Bécaud) – 3:33
5. “Staring Each Other Down” (Chips Moman, Bobby Emmons) – 2:16
6. “Bridge over Troubled Water” (Paul Simon) – 4:39
7. “Old Fords and a Natural Stone” (Bobby Emmons, Chips Moman) – 2:33
8. “Permanently Lonely” (Willie Nelson) – 2:41
9. “Last Thing I Needed First Thing This Morning” (Gary P. Nunn, Donna Ciscle) – 4:22
10. “The Party’s Over” (Willie Nelson) – 2:52

## Personal
- Willie Nelson – guitarra y voz
- Gene Chrisman – batería
- Johnny Christopher – guitarra, coros
- Bobby Emmons –	teclados
- Mike Leech – bajo
- John Marett – saxofón
- Grady Martin – guitarra
- Chips Moman – guitarra y coros
- Mickey Raphael – armónica
- Gary Talley – coros
- Toni Wine – teclados y coros
- Bobby Wood – teclados y coros
- Reggie Young – guitarra
- Waylon Jennings – voz

## Posición en listas
| País           | Lista                   | Posición |
| -------------- | ----------------------- | -------- |
| Australia      | Australian Albums Chart | 60       |
| Canadá         | Canadian Albums Chart   | 20       |
| Estados Unidos | Billboard 200           | 2        |
| Estados Unidos | Top Country Albums      | 1        |